# Toussaint Conen de Saint-Luc
Pour les autres membres de la famille, voir famille Conen de Saint-Luc.
Toussaint-François-Joseph Conen de Saint-Luc est un religieux français, né le 17 juillet 1724 à Rennes et mort le 30 septembre 1790 à Quimper. Nommé abbé de l'abbaye de Langonnet en 1767, il est le dernier évêque de Cornouaille de 1773 à sa mort.

## Sa famille
Toussaint Conen de Saint-Luc est le fils de Toussaint Jacques Conen, seigneur de Saint-Luc (1679-1751) et de Jeanne Marie Péan, dame de La Rabinardière (vers 1695-1767) il est le frère de Gilles Conen de Saint-Luc, né en 1721, conseiller au parlement de Bretagne.

### Héraldique
Les Conen, seigneurs de Saint-Luc, portaient : Coupé cousu d'argent sur or, à un lion de l'un sur l'autre, couronné de gueules.

## Le dernier évêque de Cornouaille
Après des études au collèges des Jésuites de Rennes, il entre au séminaire Saint-Sulpice de Paris en 1741. Ordonné en 1748, il est nommé chanoine titulaire du chapitre cathédral de Rennes en 1750 avant d'en devenir chanoine honoraire en 1766.
Toussaint Conen de Saint-Luc est nommé évêque de Cornouaille le 1er mai 1773 et sacré le 1er août 1773. Il prit ses fonctions le 29 août 1773. Il s’agissait de récompenser, en pleine époque du Parlement Maupeou, une famille fidèle au pouvoir royal (voir le rôle joué par son frère Gilles Conen de Saint-Luc au Parlement de Bretagne à cette époque) en élevant à l’épiscopat un ecclésiastique d’une indiscutable piété et qui se distingue par son action charitable.
Il devient aussi en 1766 abbé commendataire de la modeste abbaye de Langonnet, bénéfice dont il se dessaisit en 1785 lorsqu'il devient le bénéficier de la mense abbatiale de l'abbaye de Landévennec.

### Un prélat zélé, ultramontain
Il s'est plusieurs fois opposé aux loges maçonniques de Quimper, La Parfaite Union et l' Heureuse Maçonne, et a dénoncé en chaire les 8 et 9 juin 1776 « ces gens sans mœurs, sans scrupule ». L'affaire, qui l'oppose en particulier à Augustin le Goazre de Kervélégan, vénérable maître de la loge La Parfaite Union, est portée devant le Conseil du roi. Il entre aussi en conflit en 1776 avec Denis Bérardier à propos du mode de renouvellement de la chambre du clergé. L'affaire est portée devant la Chambre du roi au Parlement de Bretagne à Rennes. D'autres conflits éclatent à propos du Jeudi saint et de la bénédiction des Saintes huiles avec le corps professoral du collège de Quimper, imprégné d'idées gallicanes. Toussaint Conen de Saint-Luc, proche des Jésuites, apparaît dans ces querelles comme un prélat d'Ancien Régime aux principes assez rigides et traditionnels.
Il se montre soucieux de la tenue de son clergé en combattant l'ivrognerie: sur 486 prêtres qu'il rencontre au cours de ses visites pastorales, il note pour 48 d'entre eux une faiblesse manifeste envers la boisson.
Sous l'épiscopat de l'évêque Conen de Saint-Luc le logis de Rohan, palais épiscopal des évêques de Cornouaille, est en grande partie démoli pour faire place à un nouveau bâtiment en s'appuyant sur le mur de ville servant de terrasse. C'est l'actuel musée départemental breton de Quimper. Il vit aussi dans la résidence d'été des évêques de Cornouaille, le château de Lanniron, situé sur les bords de l'Odet.

### La Révolution: de la compréhension au rejet
Le 25 novembre 1789, il signe un mandement qui invite les chapitres, les paroisses, les communautés séculières et régulières de l'un et l'autre sexe, et les confréries, à faire porter à l'hôtel des monnaies l'argenterie des églises, chapelles et confréries, qui ne sera pas nécessaire pour la décence du culte divin. À l'issue de la session électorale qui avait désigné les administrateurs du département du Finistère, il accepte le 29 juin 1790, de célébrer un Te Deum dans la cathédrale.
Cependant, le 10 août 1790, il refuse la même cérémonie pour la réception de la bannière provenant de la Fête de la Fédération. En représailles les fédérés de Quimper émirent le vœu que soient effacés les insignes de la féodalité qui figuraient encore sur certaines portes, notamment à l'évêché, ce qu'une bannie du maire de Kerincuff s'empressa d'ordonner. Le 25 septembre, les chanoines  sortant de leur salle capitulaire pour aller au palais de l'évêque prirent conscience que les événements qui se déroulaient dans le diocèse et sous leurs yeux n'étaient pas de simples remous et n'auguraient rien de positif pour leur statut : des maçons avaient commencé à détruire les armoiries des anciens évêques qui se trouvaient sur les murs de l'évêché 
Dès le 15 septembre, Pie VI avait adressé à Conen de Saint-Luc un bref où il manifestait sa désapprobation de la politique religieuse de la Constituante. Lorsqu'arriva le 26 septembre 1790, à l'évêché de Quimper, la signification de la Constitution civile du clergé, Conen de Saint-Luc était gravement malade et alité: "C'est mon arrêt de mort, dit-il, mais je veux répondre de suite". Très affaibli, il charge l'abbé Boissière de préparer le canevas d'un écrit de protestation qu'il approuve le lendemain. Son chapitre canonial reçut le 28 septembre la notification de sa suppression. Les chanoines, les prêtres Bernetz et Mauduit, les vicaires et l'archidiacre L'Archantel (suppléant de l'évêque) s'empressèrent au chevet de leur évêque qui, moribond, ne put signer leur protestation contre la suppression du chapitre cathédral. Il leur précise à cette occasion qu'en cas de retour à la santé, il refuserait le serment et condamne " tout ce que la Constitution renfermait de mortel pour l'Ėglise, pour la Monarchie, pour tout ce qu'avait établi la sagesse des siècles".
Les funérailles du dernier évêque de Cornouaille, mort le 30 septembre 1790, eurent lieu le 5 octobre dans une chapelle tendue de noir et qu'illuminaient mille bougies. Une assistance nombreuse afflua non seulement depuis la Cornouaille, mais aussi depuis le Léon. À cette occasion, après l'absoute, les chanoines lurent publiquement la profession de foi du défunt qui recueillit l'adhésion unanime du clergé.
Le corps de l'évêque, inhumé initialement au seuil de la cathédrale, se trouve depuis 1884 dans un enfeu placé vis-à-vis celui de René du Louët. Un vitrail offert en 1870 par le petit-neveu de l'évêque le surplombe. L'on voit le prélat remettant au pape Pie VI la protestation contre la Constitution civile du clergé. La scène est purement imaginaire. Elle se situe à Quimper (dont les flèches sont les flèches de la cathédrale sont anachroniques) et non à Rome. Un portrait de Toussaint-François-Joseph Conen de Saint-Luc, ainsi qu'un de sa nièce Victoire Conen de Saint-Luc, se trouvent dans l'église Saint-Jacques de Pouldavid à Douarnenez.
Le chapitre s'est chargé de l'intérim, alors que la Constitution civile l'avait supprimé. Le Comité ecclésiastique exige sa dissolution et l'élection d'un nouveau titulaire: ce fut donc à Quimper qu'eut lieu la première élection d'un évêque selon les nouvelles dispositions  dans un climat de forte résistance de la part du clergé et de la population dans le Finistère et dans toute la Bretagne. Louis de La Poipe fut choisi, après de multiples incidents et un scrutin douteux. Un grand nombre de prêtres s'embarqua à Bénodet pour passer en Espagne

## Le clergé en Cornouaille
L'évêché de Cornouaille était l'un des évêchés les moins riches de Bretagne ; il comptait en 1787 :
- 19 prébendes
- 8 abbayes
- 17 prieurés
- 23 communautés
- 37 chapellenies
- 1 010 fondations dont la plupart étaient formées d'une chapelle et de ses dépendances.

Avant 1789, le nombre des membres du clergé de l'évêché s'élevait à environ 1 500 personnes.

## Armoiries
D'argent coupé d'or, un lion l'un dans l'autre, armé, couronné et lampassé de gueules.

Devise : Qui est sot a son dam

Couronne : de marquis

Supports : deux lions

Ce sont des armes à enquerre

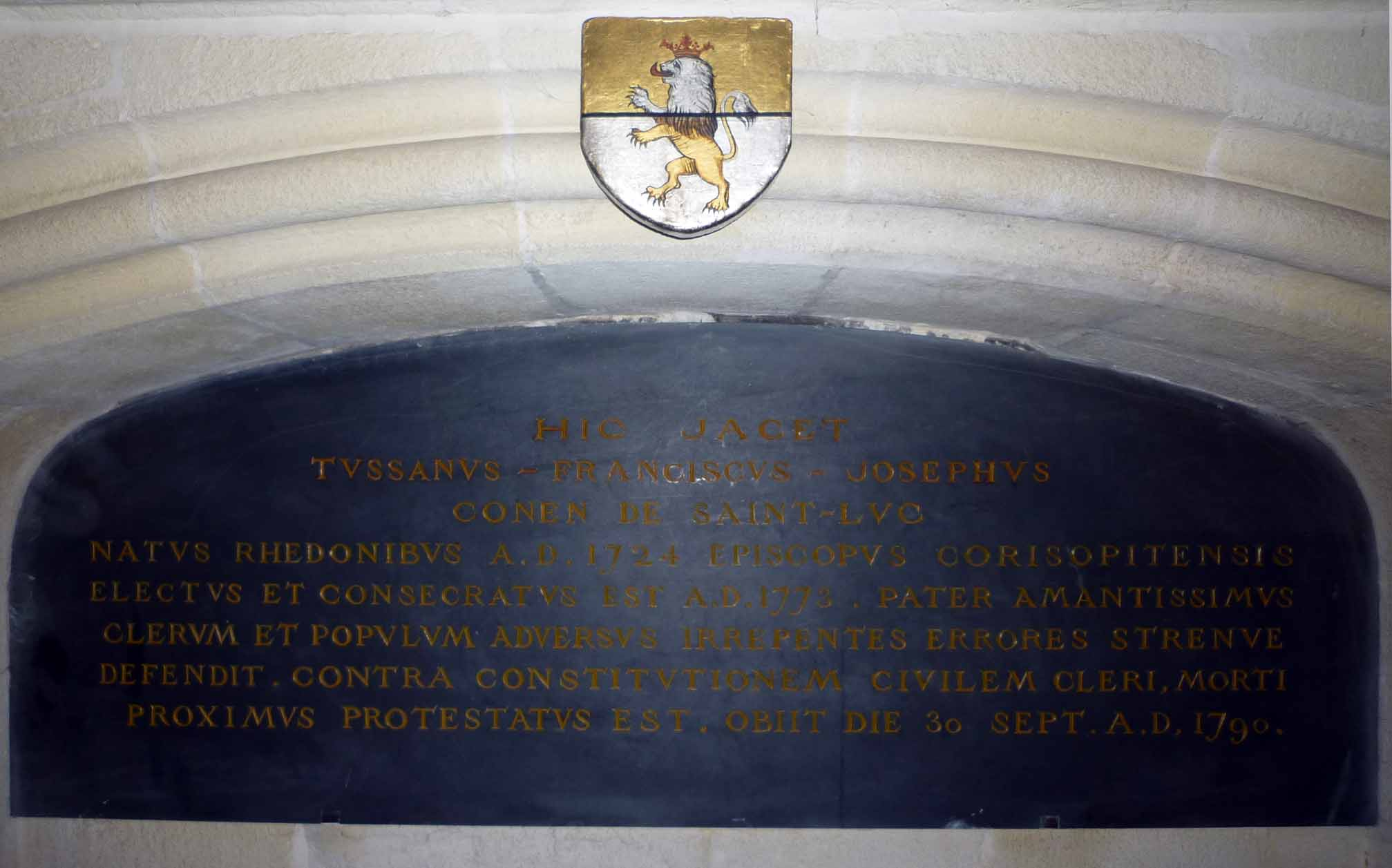
Blason Conen de Saint-Luc (sépulture de Conen de Saint-Luc)
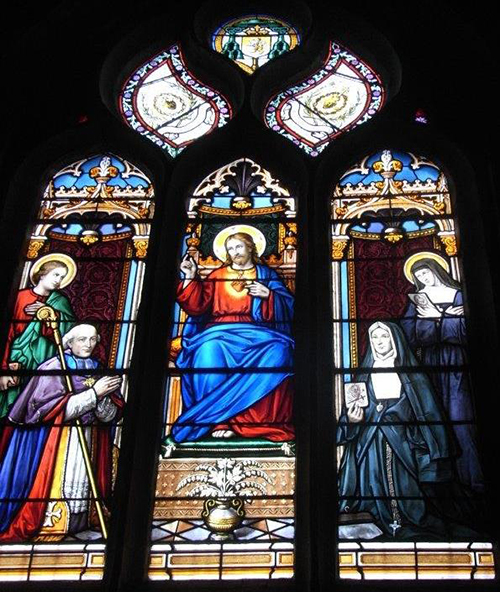
Conen De Saint-Luc et Vénérable Victoire de Saint-Luc
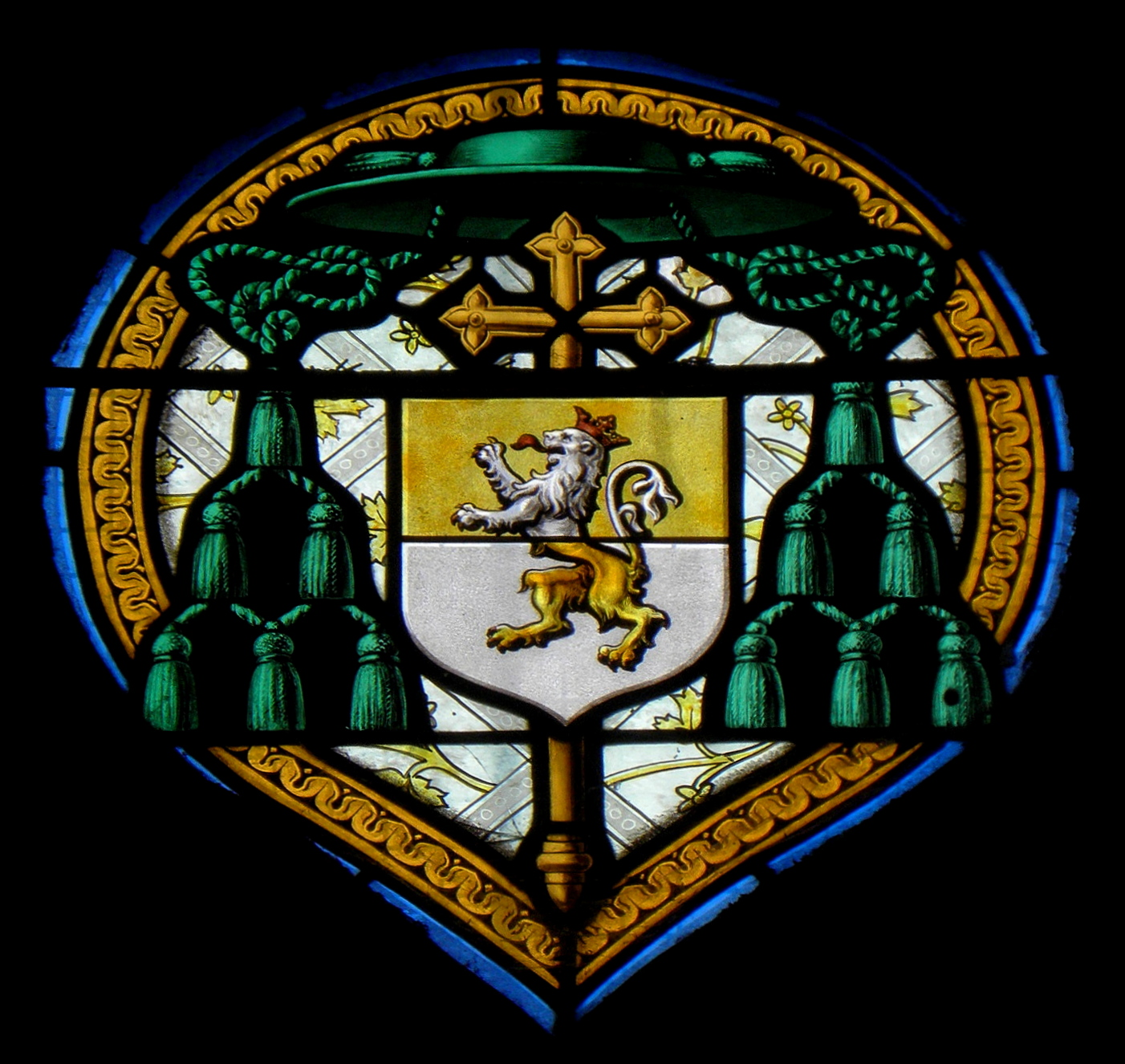
Blason de Conen de Saint-Luc